# Lampoih Lada
Lampoih Lada is een bestuurslaag in het regentschap Pidie Jaya van de provincie Atjeh, Indonesië. Lampoih Lada telt 234 inwoners (volkstelling 2010).